# Hideyo Amamoto
Hideyo Amamoto (天本 英世 Amamoto Hideyo?, 2 de enero de 1926 – 23 de marzo de 2003) fue un prolífico actor japonés del barrio Wakamatsu de Kitakyūshū. 

## Biografía
Es mayormente conocido por interpretar al Dr. Shinigami en la serie Kamen Rider original, así como a muchos otros personajes en películas tokusatsu y la serie Godzilla. Amamoto también usó el seudónimo de Eisei Amamoto durante la mayor parte de su carrera, siendo Eisei una mala interpretación del kanji en su verdadero nombre, Hideyo. Murió el 23 de marzo de 2003 de una complicación por neumonía a la edad de 77 años. 

## Filmografía

### 1950
- Veinticuatro ojos (1954) como el esposo de Hisako
- Onna no sono (1954) como profesor (sin acreditar)
- Ai wa furu hoshi no kanata ni (1956) como Chen LongCheng
- Yûwaku (1957) como Kyôzô Ikegami
- Kunin no shikeishû (1957) como Takao Nakamura
- Yatsu ga satsujinsha da (1958)
- Mikkokusha wa dare ka (1958) como Nakao
- Jinsei gekijô - gallina Seishun (1958)
- Ankokugai no kaoyaku (1959)
- Songoku (1959)
- Aru kengo no shogai (1959)
- Seishun o kakero (1959) como Senzaka
- Los Tres Tesoros (1959) como espectador en Gods 'Dance

### 1960
- Ankokugai no taiketsu (1960) como Ichino
- Kunisada Chuji (1960) como Tomimatsu[1]
- Denso Ningen (1960) como Secuaz de Onishi
- Dâisan hâtobanô kêtto (1960)
- Otoko tai otoko (1960) como Killer[2]
- Dokuritsu gurentai nishi-e (1960)
- Osaka jo monogatari (1961) como Interpreter[3]
- Ankokugai no dankon (1961)
- Yojimbo (1961) como Yahachi[4]
- Honkon no yoru (1961)
- Kurenai no umi (1961)[5]
- Shinko no otoko (1961)
- Gorath (1962) como Drunk
- Kurenai no sora (1962)
- Dobunezumi sakusen (1962)
- Chūshingura: Hana no Maki, Yuki no Maki (1962) como Takano
- Ankokugai no kiba (1962)
- Sengoku Yaro (1963)
- Matango (1963)
- Kokusai himitsu keisatsu—Shirei 8 go (1963) como Shû[6]
- Hiken (1963)[6]
- Daitozoku (1963) como Granny[7]
- Eburi manshi no yuga-na seikatsu (1963)[8]
- Atragon (1963) como Sacerdote de Mu
- Aa bakudan (1964) como Tetsu[9]
- Uchū Daikaijū Dogora (1964) como Maki[4][10]
- Ware hitotsubu no mugi naredo (1964)
- San Daikaijū: Chikyū Saidai no Kessen (1964)[4] como Ayudante de Princesa Salno
- Kwaidan (1964) (segmento"Chawan no naka")[4]
- Samurai (1965) como Matazaburo Hagiwara
- Chi to suna (1965) como Shiga[11]
- Kokusai himitsu keisatsu: Kagi no kagi (1965) como Numaguchi, Snake-Training Gangster
- Gohiki no shinshi (1966)
- Abare Goemon (1966) como Heiroku[12]
- Dai-bosatsu toge (1966) como Lord Shuzen Kamio[13]
- Kiganjo no boken (1966) como Granny
- Tenamonya Tokaido (1966)
- Gojira, Ebira, Mosura Nankai no Daikettō (1966) como Red Bamboo Naval Officer[4][14]
- Satsujin kyo jidai (1967) como Shogo Mizorogi
- Kokusai himitsu keisatsu: Zettai zetsumei (1967) como First Murderer
- Sasaki Kojiro (1967)[15]
- King Kong Escapes (1967)[4] como Dr. Who
- Nihon no ichiban nagai hi (1967) como Capitán Takeo Sasaki
- Ultra Q (1967, TV series, Episode "Open the Door!") como Kenji Tomono
- Dorifutazu desu yo! Zenshin zenshin matazenshin (1967)
- The Tigers: Sekai wa bokura o matteiru (1968) como Heraclues
- Kill! (1968) como Gendayu Shimada
- Nikudan (1968) como Father of Him
- Konto55go—Seiki no Daijakuten (1968) como Sawada[16]
- Kureejii Mekishiko dai sakusen (1968)[17]
- Mighty Jack (1968, TV Series)[4][18]
- Akage (1969) como Dr. Gensai
- Portrait of Hell (1969)
- Gojira-Minira-Gabara: Ōru Kaijū Daishingeki (1969) como Shinpei Inami[4][19]

### 1970
- Kureji no nagurikomi Shimizu Minato (1970)
- Gekido no showashi 'Gunbatsu' (1970) como Prof. Fuyuki (sin acreditar)[20]
- Bakuchi-uchi: Inochi-huda (1971)
- Kamen Rider (1971-1972, Serie de TV) como Dr. Shinigami / Ikadevil
- El regreso de Ultraman (1971, Serie de TV)
- Gekido no showashi: Okinawa kessen (1971) como Oficial regional de Okinawa[21]
- Shussho iwai (1971)[22]
- Kamen Rider vs. Shocker (1972) como Dr. Shinigami
- Henshin Ninja arashi (1972, Serie de TV) como Satanás
- Kamen Rider V3 (1973, Serie de TV) como Dr. Shinigami
- Rupan Sansei: Nenriki chin sakusen (1974) como Asesino en el Orfanato
- Ultraman Leo (1974, Serie de TV) como Dodole / Alien Sarin
- Tokkan (1975)
- Kaiketsu Zubat (1977, serie de televisión, Episodio 1.2)
- Chiisana supaman Ganbaron (1977, Serie de TV)
- Goranger vs. JAKQ (1978) como General Sahara
- Uchū kara no Message (1978) como Mother Dark
- Blue Christmas (1978)

### 1980
- Misuta, Misesu, Misu Ronri (1980) como Ryuichi Shimomura
- Seiun Kamen Machineman (1984, Serie de TV) como Prof. K
- Saraba hakobune (1984) como creador de claves
- Mahjong horoki (1984) como Hachimaki
- Jigoku no banken: akai megane (1987) como Moongaze Ginji
- Kaitô Ruby (1988)
- Bungakusho satsujin jiken: Oinaru jyoso (1989)

### 1990
- Hong Kong Paradise (1990)
- Ronin-gai (1990) como jugador de Biwa
- Youkai tengoku: héroe fantasma (1990)
- Daiyukai (1991) como Kushida[23]
- Kamitsukitai / Dorakiyura yori ai-0 (1991) como Siervo
- The Female Warriors (1991)
- Shorishatachi (1992)
- Za kakuto oh (1993)
- Street Fighter II: The Animated Movie (1994) como Maestro de Ken y Ryu[24] (más tarde establecido en la serie como Goken)
- Edogawa Rampo gekijo: Oshie a tabisuru otoko (1994)
- Eko eko azaraku II (1996) como Maestro de Saiga
- Otenki-oneesan (1996) como presidente Shimamori
- Moon Spiral (1996, serie de televisión) como Tōru[25]
- Mikeneko hoomuzu no tasogare hoteru (1998) como Akaishi
- Efu (1998)

### 2000
- Keizoku / eiga (2000)
- Sweet Sweet Ghost (2000) como Yasuri
- Película de Hakata: Chinchiromai (2000) como God Computer
- Sebunzu feisu (2000) como Katsuda
- Oshikiri (2000)
- Godzilla, Mothra, King Ghidorah: Daikaijū Sōkōgeki (2001) como Prof. Hirotoshi Isayama the Prophet (papel final en una película)
- Kamen Rider The First (2005) como Dr. Shinigami (tomas de archivo, dobladas por Eiji Maruyama)